# Katie Allen
Kate Ruth (Katie) Allen (Adelaide, 28 februari 1974) is een Australisch hockeyster. 
In 1994 en 1998 werd Allen wereldkampioen.
Allen werd in 2000 in eigen land olympisch kampioen.

## Erelijst
- 1994 –  Wereldkampioenschap in Dublin
- 1995 –  Champions Trophy in Mar del Plata
- 1997 –  Champions Trophy in Berlijn
- 1998 –  Wereldkampioenschap in Utrecht
- 1999 –  Champions Trophy in Brisbane
- 2000 –  Olympische Spelen in Sydney
- 2003 –  Champions Trophy in Sydney
- 2004 – 5e Olympische Spelen in Athene